# King County Domed Stadium
Le King County Domed Stadium ou Kingdome était un stade couvert omnisports se trouvant à Seattle. Il avait une capacité de 59 166 personnes pour le baseball et de 66 000 pour le football.
Le Kingdome a été le stade des Mariners de Seattle (baseball majeur) de 1977 au milieu de la saison 1999, ainsi que le stade des Seahawks de Seattle (football de la NFL) de 1976 à 1999.

## Histoire
Le King County Domed Stadium a ouvert en 1976 et a été démoli par implosion le 26 mars 2000. Sa construction a coûté $67 millions de dollars. Il a été le deuxième stade sportif à dôme construit aux États-Unis (le premier étant l'Astrodome) et l'un des cinq stades couverts ayant servi pour le baseball majeur. Le toit était fait de béton. Le Kingdome est reconnu par beaucoup de partisans de baseball comme le pire stade de l'histoire.
Le 19 juillet 1994, quatre pièces de béton du toit pesant 26 livres chacune sont tombées dans le stade vide, quelques heures avant un match des Mariners. La cause de ce bris était le piètre entretien du toit en béton, qui, en 1993, coulait déjà. Les Mariners ont été forcés de jouer leurs 15 derniers matchs locaux de la saison 1994 à l'étranger. Le premier plan pour réparer le toit a échoué et a même aggravé les dommages. Les réparations au toit ont finalement coûté 51 millions et ont incité au remplacement du stade, qui n'avait alors pourtant que 18 ans.
Deux nouveaux stades ont été construits à Seattle pour le remplacer: le Safeco Field pour les Mariners et le CenturyLink Field pour les Seahawks.

## Description
La répartition des sièges du Kingdome était disposée en trois niveaux. Les deux premiers rangs encerclaient l'ensemble du terrain, tandis que le niveau supérieur s'étirait sur près de 80 % autour du stade. Le tableau d'affichage vidéo principal était situé non loin des sièges de l'extrémité sud (champ gauche en configuration baseball). Un mur de 23 pieds de hauteur se trouvait dans le champ droit et portait le nom de walla-walla. Le toit du stade s'élèvait à 76 mètres de hauteur, à son point le plus élevé, au-dessus de la surface de jeu de type Astroturf.
Le Kingdome était transformable afin d'accueillir une multitude d'évènements tels que des rencontres de football américain, baseball, basket-ball, des concerts et bien d'autres.

## Événements
- Pro Bowl, 17 janvier 1977
- Match des étoiles de la Ligue majeure de baseball 1979, 17 juillet 1979
- Final Four basket-ball NCAA, 1984, 1989 et 1995
- NBA All-Star Game 1987, 8 février 1987
- Concert de Madonna (Who's That Girl Tour), 15 juillet 1987

## Galerie

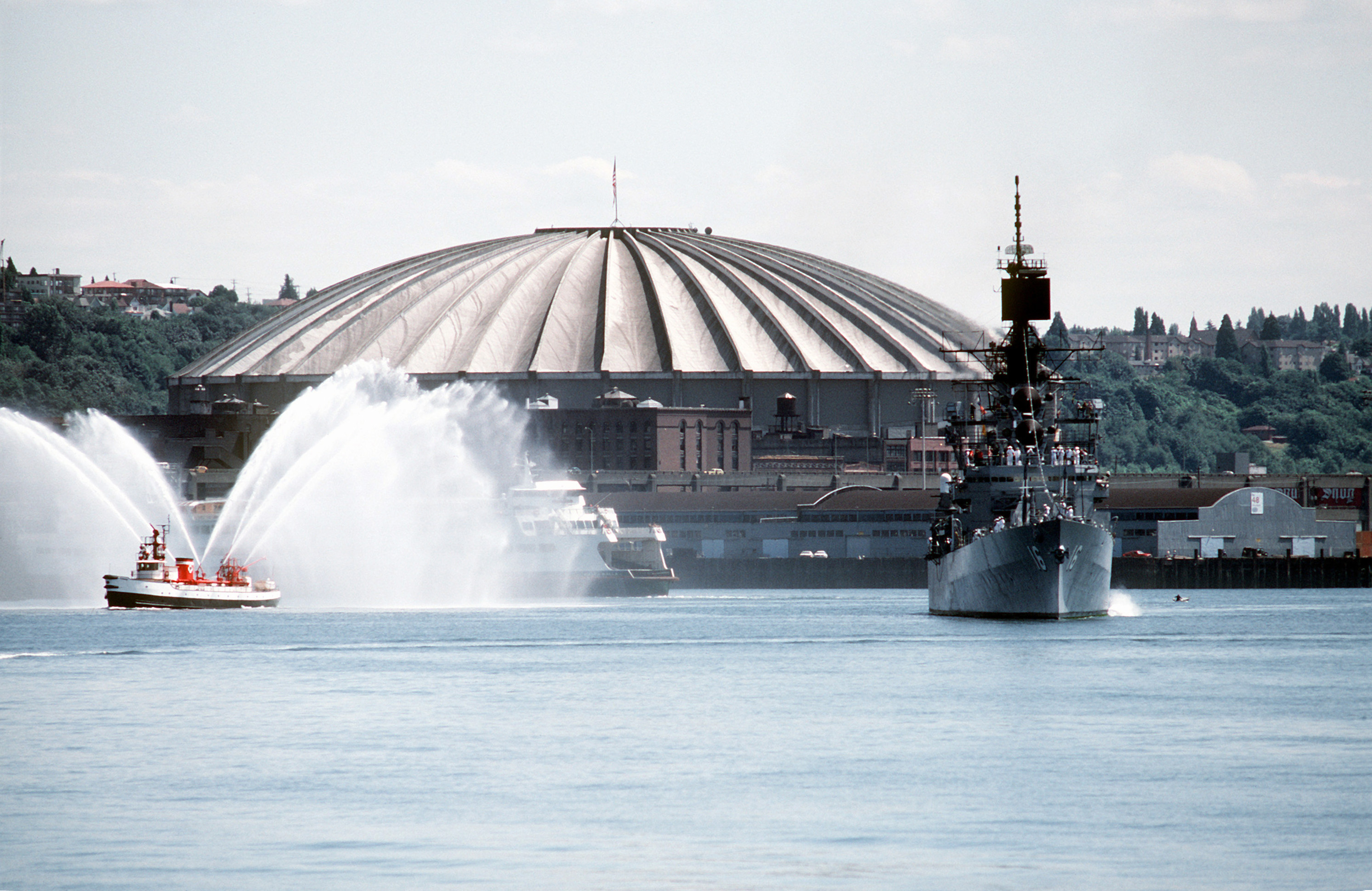
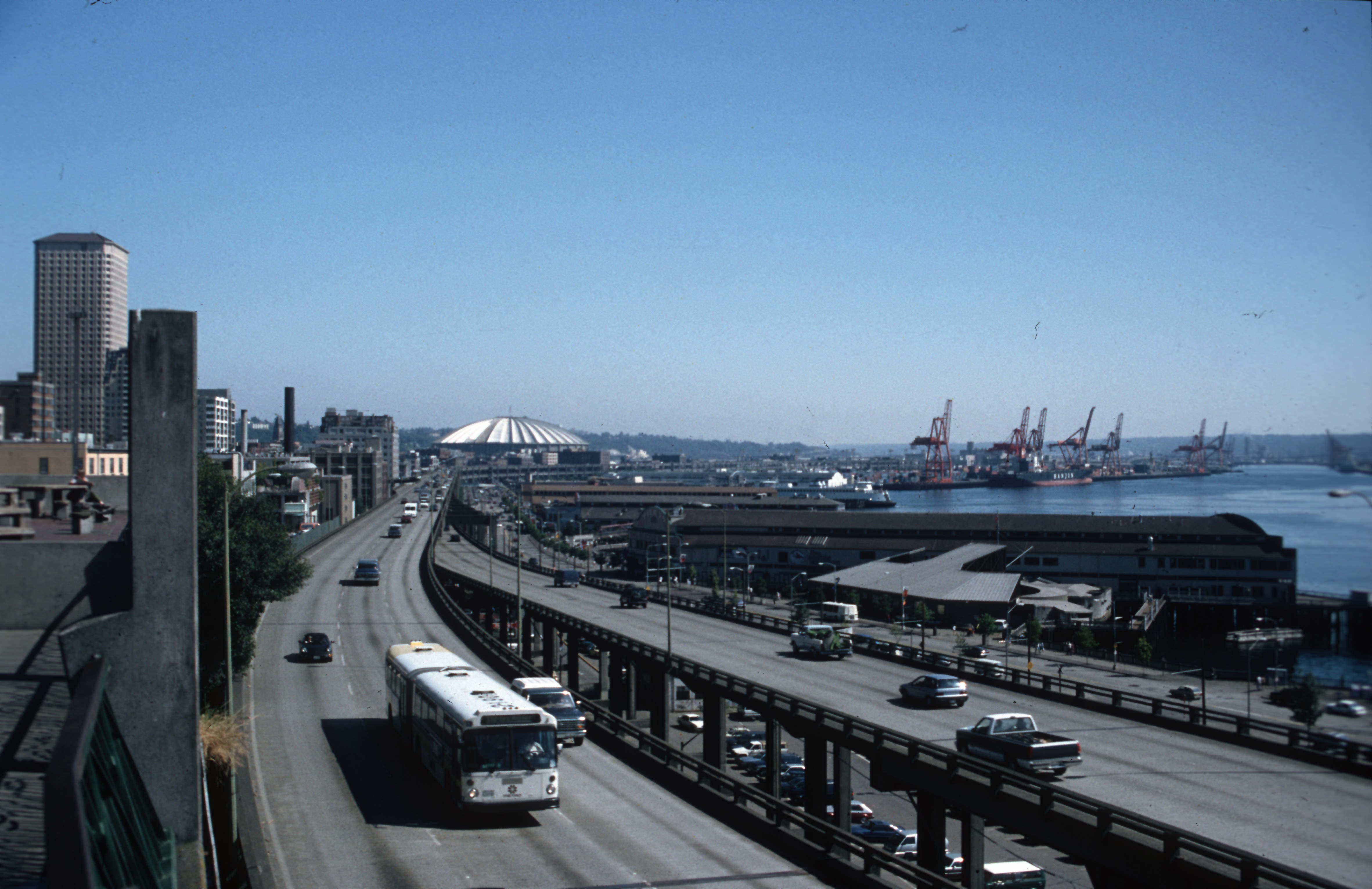
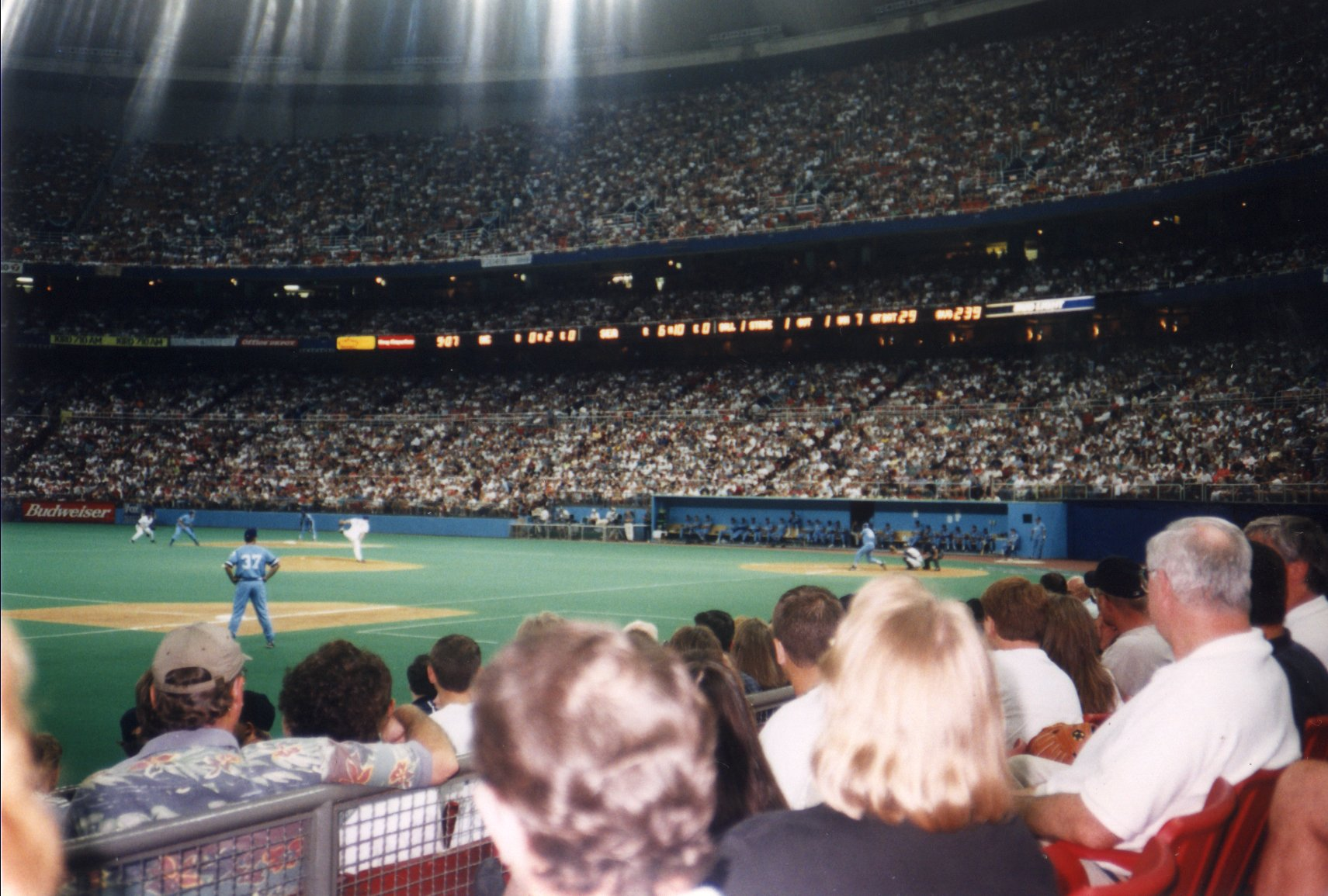
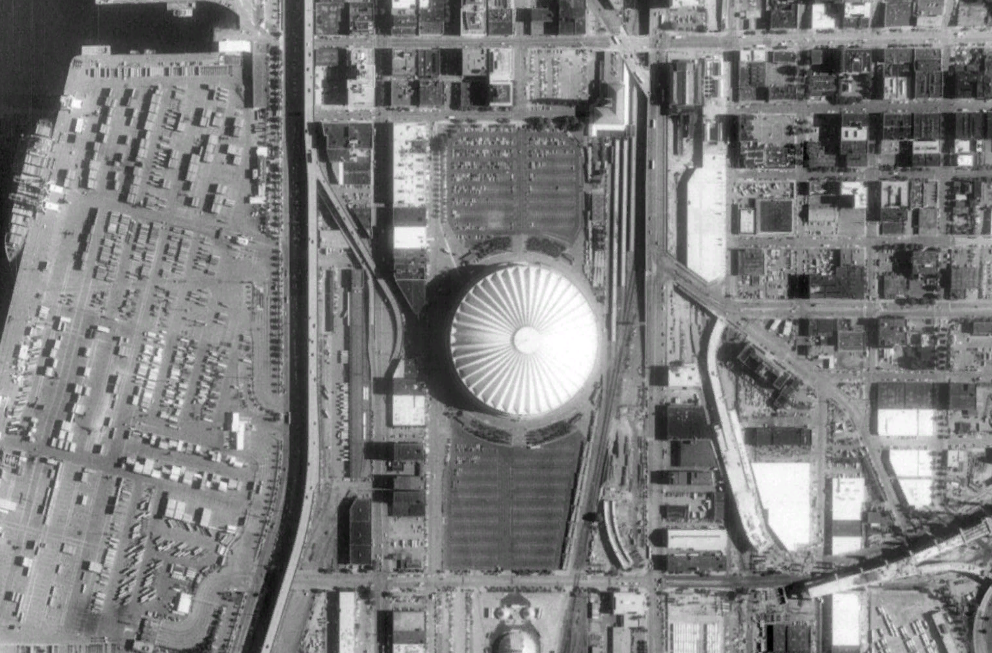